# 奥村公延
奥村 公延（おくむら こうえん、1930年〈昭和5年〉3月31日 - 2009年〈平成21年〉12月24日）は、日本の俳優。本名及び旧芸名は奥村 進。
秋田県出身。専修大学卒業。東京俳優生活協同組合、芳賀事務所、現代制作舎に所属していた。
自主制作映画団体オミプロの主催者の小美濃たつやは彼の弟子にあたる。

## 来歴・エピソード
もともとは普通に勤め人をしていて、「このまま自分は淡々とした人生を送って行くんだろうなと思っていた」という。1955年、銀座にたまたま行きつけの飲み屋があり、ここの女性従業員が新劇劇団「近代劇場」のプロデューサーと知り合いだったことから、このプロデューサーからテレビ番組の『ダイヤル110番』（日本テレビ）での役探しを頼まれ、奥村を紹介したところ、これが俳優デビューとなった。「芝居の“し”の字も知らなかったし、役者になれるともなろうとも思っていなかったが、やってみると面白く、そのままこの世界に入ることになった」と語っている。
早速この劇団のプロデューサーに入団を申し込んだが、「とにかく食っていけませんよ」と念押しされた。独身だったので構わず入団したが、入ってみるとこの劇団は難しい芝居ばかりで、もっと大衆的なものを演りたかったことから2〜3カ月で辞めることになった。
「近代劇場」退団後、いくつかの劇団を転々としたが、「最初に言われた通り、本当に食っていけなかった」という。その後、さまざまな劇団から呼ばれたり、事務所にかけもち所属してテレビに出たりという生活を続けた。河津清三郎らが所属していた「第一協団」に入ったこともあったが、「無名の役者を売るのは疲れる」と言われ、1年でクビになったこともあった。
この年、『ゴジラの逆襲』（東宝）に群衆役で出演。ゴジラから逃げ惑う役をもらい、うれしくて親戚に電話をしたが、劇場で観たところ、怪獣ゴジラとの対比で人間が小さすぎて、自分でもどこに写っているのかわからなかったという。
創生期のTBSのドラマに数多く関わり、飯島敏宏監督のもと、1961年の『月曜日の男』に多数ゲスト出演。TBSでは『ウルトラQ』や『ウルトラマン』など、ウルトラシリーズ（円谷プロ）にも出演した。奥村は飯島について、「自由に演らせてくれる監督で、鈴木清順と同じく、役者のいいところを引き出してくれる。現場の雰囲気もとてもよく、印象に残っている」と語っている。達者な動きから、1967年の『ジャイアントロボ』（NET・東映）では、被り物をつけて宇宙怪物「吸血鬼ドラキュラン」を演じた。
1971年の『仮面ライダー』（毎日放送・東映）では、ゲスト出演作である第10話「よみがえるコブラ男」がちょうど主演の藤岡弘が撮影現場で事故で重傷を負った回に当たり、このときちょうど奥村はロケバスで待機中だった。事故の一報を聞いて現場に駆け付け、「救急車!」と叫んで駆け回ったという。
1984年、『お葬式』では、最初に監督の伊丹十三から脚本を一読させられたあとに「何の役だと思います?」と聞かれ、伊丹から「死体の役ですよ」と言われた時はびっくりしたという。この死体役を演じるために練習を重ね、数分間息を止められるようになり、結果的にこの努力が高く評価されて「日本一の死体役」と絶賛された。共演の笠智衆からは「この映画の主役はあなたですよ、ラストシーンはあなたのアップでしょう」と言われたという。「長年役者をやってきたけど、この役をやってから、やっと食えるだけのギャラがもらえるようになりました」と述べている。
2001年の『BROTHER』では、初めてヤクザの親分を演じた。北野武監督からは「奥村さんはそのまま何もしないでいいですよ、ホントのヤクザの親分は奥村さんみたいなんです」と言われたという。
2002年、NHK総合テレビの『スタジオパークからこんにちは』に出演。特技のドラム演奏を披露したり、浴衣で踊る姿が反響を呼び、この年から全国各地の福祉施設の依頼を受けて公演に回った。「無名時代はそういうお声は全くかからなかったんですけどね」と語っている。
アクの強くないタイプで、小市民役を得意としていた（マンションの管理人役などは非常に多い）。
大滝秀治とは将棋仲間だった。
2003年の『爆竜戦隊アバレンジャー』（テレビ朝日・東映）に、杉下竜之介役で出演。同作の映画版『爆竜戦隊アバレンジャー DELUXE アバレサマーはキンキン中!』では、ビキニ姿にされるシーンがあり、「これは見どころではないでしょうか」と語っている。
2009年12月24日午前3時27分、東京都武蔵野市の病院で呼吸器不全のため死去。79歳没。2010年1月公開の映画『アイ・アム I am.』、同年3月公開の川端康成原作オムニバス映画『掌の小説』が事実上の遺作となった。
趣味はジャズ、社交ダンス、江戸芸。特技は英語、ドラム。

## 出演

### テレビドラマ

#### NHK
- 大河ドラマ
  - 花神（1977年）
  - 黄金の日日（1978年） - 六角承禎  役
  - 獅子の時代（1980年） - 戸川忠昌 役
  - おんな太閤記（1981年） - 普請奉行 役
  - 峠の群像（1982年） - 矢頭長助  役
  - いのち（1986年） - 平田 役
  - 翔ぶが如く（1990年） - 十蔵 役
  - 太平記 (NHK大河ドラマ)（1991年） - 木助 役
  - 新選組!（2004年） - 根岸友山  役
- 紅い花（1976年） - 巡査 役
- 連続テレビ小説
  - 雲のじゅうたん（1976年） - 安藤先生 役
  - ロマンス（1984年） - 井上 役
  - ノンちゃんの夢（1988年）
  - さくら（2002年） - 沼田孫作 役
- ドラマ人間模様 / 事件（1978年）
- 水曜時代劇→金曜時代劇
  - 日本巌窟王（1979年） - 仲宗根春哲 役
  - 腕におぼえあり 第2シリーズ（1992年） - 六兵衛 役
  - 清左衛門残日録（1993年） - 小木慶三郎 役
  - 戦国武士の有給休暇（1994年）
- たけしくん、ハイ!（1986年）
- 土曜ドラマ（NHK）
  - 地球をダメにする50のかんたんな方法（1992年） - 山田 役
- チンチン電車（1993年9月15日）
- 中学生日記
- ドラマ愛の詩
  - ズッコケ三人組（1999年） - 山中寅之助 役
  - まぼろしのペンフレンド2001（2001年） - 久米伸吉 役

#### 日本テレビ
- ダイヤル110番（1955年）※デビュー作 役
- 快獣ブースカ
  - 第5話「ブースカの名ガイド」（1966年） - 泥棒 役
  - 第30話「スピード銃に気をつけろ!」（1967年） - 警官 役
- おれは男だ! 第23話「ナツコ・オン・ステージ!」（1971年） - タクシー運転手役
- 太陽にほえろ!
  - 第26話「みんな死んでしまった」（1973年） - 巡査 役
  - 第198話「死ぬな、ジュン!」（1976年） - アパート管理人 役
  - 第293話「汚れなき殺人者」（1978年） - 富士荘管理人 役
  - 第419話「禁じられた怒り」（1980年） - 銀行に来た容疑者役
  - 第437話「ニセモノ・ほんもの」（1980年） - 沢木 役
  - 第452話「山さんがボスを撃つ!?」（1981年） - 元救急隊員 役
  - 第535話「ボギーのいちばん長い日」（1982年） - 自動車修理工場主人 役
  - 第644話「七曲署全員出動・狙われたコンピューター」（1985年） - 東都銀行矢追支店の客 役
  - 太陽にほえろ!PART2 第3話「老犬ムク」（1986年） - ムクの飼い主の老人 役
- パパと呼ばないで 第23話「ブルー・カナリヤ」（1973年） - 小鳥屋の主人 役
- 伝七捕物帳（1975年）
- 気まぐれ天使 第8話「野良猫に乾杯」（1976年） - 焼き芋屋 役
- 熱中時代
  - 先生編 第1シリーズ（1978年 - 1979年） - バー「蜘蛛の巣」マスター 役
  - 刑事編 第15話「紫色の熱中刑事」（1979年7月14日） - ボス 役
- 西遊記パート1第21話「豚教国 翠蓮王女いざ出陣!」（1979年、国際放映） - 李ス（老牢番）役
- 大都会 PARTIII 第43話「自動車泥棒」（1979年） - 杉浦役
- 俺たちは天使だ! 第11話「運が悪けりゃゴリラが泣くぞ」（1979年） - 川原政太郎 役
- 波の盆（1983年）
- 木曜ゴールデンドラマ / 松本清張の喪失 （1983年）
- 金曜劇場 / 若草学園物語（1983年） - 雨笠雄三（利幸の父）役
- 土曜グランド劇場 / 事件記者チャボ! 第13話「チャボが怒ったらこわいぞ…」（1984年、ユニオン映画） - 正三役
- 年末時代劇スペシャル
  - 忠臣蔵（1985年） - 吉田忠左衛門 役
  - 白虎隊（1986年） - 飯沼時衛 役
  - 奇兵隊（1989年） - 杉爺 役
- 誇りの報酬 第22話「狂乱の拳銃」（1986年） - 星野平助 役
- 火曜サスペンス劇場
  - 鉄の串（1986年） - 米沢刑事 役
  - 浅見光彦ミステリー 第1作「平家伝説殺人事件」（1987年） - 元刑事 役
  - 女検事・霞夕子 第7作「自転車に乗る女」（1989年） - 小田平三 役
  - 地方記者・立花陽介 第2作「伊賀上野通信局」（1993年） - 末吉刑事 役
  - 松本清張スペシャル 一年半待て（2002年） - 武井 役
  - 松本清張スペシャル 鬼畜（2002年） - 中澤孝秀（医師）役
- あぶない刑事 第1話「暴走」（1986年） - 受付の老人役
- セーラー服反逆同盟（1987年） - 小宮 役
- 水曜グランドロマン / 私のピノッキオ（1989年）
- 八百八町夢日記 第1シリーズ SP「おりん無惨! 今蘇る関が原の戦い」（1990年）
- 江戸の用心棒（1994年） - 久兵衛 役
- 仔犬のワルツ（2004年） - 松野耕造 役
- 水曜ドラマ / 光とともに…（2004年）

#### TBS
- まぼろし探偵 第48話、第49話（1959年） - 秘書 役 ※「奥村進二」名義
- 豹の眼 第35話、（1960年3月6日） - ノッポのすり 役
- 月曜日の男（1961年）
- 隠密剣士（宣弘社プロダクション）
  - 第1部 隠密剣士 第13話（1962年） - 中間 役
  - 第2部 忍法甲賀衆 第7話（1963年） - 駕籠か役
  - 第3部 忍法伊賀十忍 第3話、第4話、第6話、第8話、第9話（1963年） - 喰代鼻 役
  - 第7部 忍法根来衆 第11話（1964年） - 滝の原地平 役
- 青年同心隊 第7話「からっ風作戦」（1964年）- 目明し藤吉 役
- ザ・ガードマン 第22話「地上21階の襲撃」（1965年、大映テレビ室） - 警察官 役
- ウルトラシリーズ
  - ウルトラQ
    - 第10話「地底超特急西へ」（1966年） - 小山 役
    - 第28話「あけてくれ!」（1967年） - アマチュアカメラマン 役※ノンクレジット

  - ウルトラマン 第12話「ミイラの叫び」（1966年） - 森
  - ウルトラセブン 第12話「遊星より愛をこめて」（1967年） - 青年（スペル星人人間体）役
- コメットさん 第31話「がんばれちびっこ007」（1968年） - 金公 役
- 独身のスキャット 第8話（1970年）
- ありがとう 第7話（1970年） - 酔っ払い 役
- 東芝日曜劇場
  - 女と味噌汁
    - その18（1971年）
    - その25（1973年）

  - きのうの敵は今日も敵（1995年） - 伊川尚 役
- シルバー仮面 第2話「地球人は宇宙の敵」（1971年） - 村の警官 役
- へんしん!ポンポコ玉 第2話「おやおや?おやおやナノダ!」	第5話「ドッキリ?どっきりナノダ!」（1973年） - 春野社長 役
- Gメン'75
  - 第22話「警視庁殺人課」（1975年） - ホームレス 役
  - 第57話「刑法第十一条・絞死刑、その後」（1976年） - 小野寺清 役
  - 第74話「人を殺した女の顔」（1976年） - 三上喜作 役
  - 第130話「一卵性双生児殺人事件」（1977年） - 古田茂造 役
  - 第135話「死んだ人からの緊急電話」（1977年） - 岡本 役
  - 第142話「エレベーター密室殺人事件」（1978年） - 坂口（自殺志願の男）役
  - 第150話「刑事の家を壊す男たち」（1978年） - 大森惚吉 役
  - 第222話「大爆走! バスジャック」
第223話「バスジャック対四人の狙撃者」（1979年） - 人質の老人 役
  - 第259話「銭湯帰りのOL殺人事件」（1980年） - 中華料理店の店主 役
  - 第283話「オホーツク海の幽霊船」（1980年） - 江尻松男 役※ノンクレジット
  - 第341話「サンタクロース殺人事件」（1981年） - 夏堀ゲンイチ 役
  - 第347話「生き返った5年前の死体」（1982年） - 靴磨きの安次 役
- 宇宙鉄人キョーダイン 第40話「ガブリンの怒り!! よみがえった黒の騎士（ブラックナイト）」（1977年） - 三太の父 役 ※ノンクレジット
- 噂の刑事トミーとマツ 第1シリーズ
  - 第6話「トミーにっこり、マツが死ぬ」（1979年） - 神田川のおじさん 役
  - 第33話「奇妙きてれつ、ダブル変身」（1980年）
  - 第52話「アッ? マツがトミーを射殺した!」（1980年）
- ポーラテレビ小説 / 元気です!（1980年 - 1981年） - 弥吉 役
- 3年B組貫八先生（1982年） - 用務員・木村
- だんなさまは18歳 第5話「押しかけ花嫁」（1982年） - 執事 役
- 昭和四十六年 大久保清の犯罪（1984年） - 森川周蔵 役
- うちの子にかぎって…（1984年） - 飼育係 役
- 水戸黄門
  - 第15部 第12話「偽黄門様は喧嘩医者 -小倉-」（1985年4月15日） - 吾平 役
  - 第22部 第25話「夢の中で若旦那 -鳥取-」（1993年11月1日） - 嘉助 役
  - 第33部 第9話「痛快!チビッコの悪退治 -高知-」（2004年6月14日） - 留吉 役
- 西田敏行の泣いてたまるか 第5話「故郷は緑なりき」（1986年11月18日）
- 江戸を斬るシリーズ
  - 江戸を斬るVII 第17話「闇を走る暗殺集団」（1987年） - 与平 役
  - 江戸を斬るVIII 第1話、第2話「遠山桜が悪を斬る」（1994年） - 宇平 役
- 大岡越前 第10部 第25話「亡霊に狙われた男」（1988年8月22日） - 仙造 役
- ドラマ23 / 下町の空は茜色（1988年）
- 仮面ライダーBLACK RX 第20話「バナナを喰う鬼」（1989年） - 白老 / 怪魔妖族ビャッ鬼の声 役
- 芸能社会（1990年）
- 金曜ドラマ
  - あしたがあるから（1991年） - 社長秘書 役
  - 人間・失格〜たとえばぼくが死んだら（1994年） - 新藤校長 役
  - 聖者の行進（1998年） - 校長 役
- ドラマ30 / 命の旅路（1992年）
- ダブル・キッチン（1993年）
- 花王 愛の劇場 / ぽっかぽか（1994 - 1996年） - 八木重信 役
- 家栽の人
- 月曜ドラマスペシャル→月曜ミステリー劇場
  - 税務調査官・窓際太郎の事件簿 第2作（1999年） - 米田義一郎 役
  - 探偵 左文字進 第5作「三人目の女」（2002年） - 川田園長 役
  - 世直し公務員ザ・公証人 第3作（2003年） - 善家慶之 役
- 里見八犬伝（2006年） - 堀内蔵人貞行 役

#### フジテレビ
- 忍者部隊月光
  - 第39話、第40話「香港二号作戦 - 前篇、後篇 - 」（1964年） - アンドロメダ九号 役
  - 第56話「ゴールド・ガン作戦 - 前篇 - 」（1965年） - 轟 役
  - 第117話「まぼろし対決作戦」（1966年） - 幻49号 役
- マグマ大使 第13話「最後の遊星人」（1966年） - アロン人間態 役
- 三匹の侍
  - 第5シリーズ 第26話「浪人天国」（1968年） - 丸根 役
  - 第6シリーズ 第22話「苦い米」（1969年） - 勘造 役
- 戦え! マイティジャック（1968年）
  - 第2話「ミニミニ島を爆破せよ」 - AZ団副官 役
  - 第20話「宇宙忍者をあばき出せ」 - 患者 役
- フラワーアクション009ノ1 第4話「殺し屋はニューモードがお好き」（1969年） - 殺し屋の助手 役
- 一心太助 第24話「あべこべ物語」（1972年） - 清造
- 夫婦旅日記 さらば浪人 第21話「われこそは花嫁の父」（1976年）
- 死人狩り 第4話（1979年）
- 大捜査線 第19話「果たされた約束」（1980年）
- 江戸の朝焼け 第14話「殺し屋・辰吉」（1980年） - 船頭 役
- 気になる天使たち（1981年） - 釣具店店主 役
- 東映不思議コメディーシリーズ
  - バッテンロボ丸 第14話「バッテン正義のガードマン」（1983年） - 比間田歌右衛門 役
  - ペットントン（1983 - 1984年） - 野原先生 役
  - どきんちょ!ネムリン
    - 第2話「起きろ玉三郎の脳みそ」（1984年） - 警官 役
    - 第14話「爆笑!タイムスリップ」 - 第30話「アイドル故郷へ帰る?!」（1984 - 1985年） - タイムスリップおじさん 役

  - 勝手に!カミタマン 第35話「突撃じいさん 涙の恋」（1985年） - 国野為三 役
  - おもいっきり探偵団 覇悪怒組（1987年） - 洋漢和尚 役
  - じゃあまん探偵団 魔隣組 第8話「失なわれた明日香の石」（1988年2月28日） - 神主 役
  - 美少女仮面ポワトリン 第51話「大晦日の幸福」（1990年） - 神様の使い 役
  - うたう!大龍宮城 第18話「サンマ」（1992年） - サンマ 役
- 北の国から'83冬（1983年） - 和泉会長
- 暁に斬る! 第25話「悪魔にさらして白い肌」（1983年）
- 時代劇スペシャル 怪談津の国屋 半七捕物帳（1984年） - 伊左衛門 役
- スタア誕生（1985年）
- スケバン刑事III 少女忍法帖伝奇 第34話「死闘の果て! 今運命の橋を渡る」（1987年） - 長老 役
- 男と女のミステリー→金曜エンタテイメント
  - 海に消えた女（1989年） - 矢沢（父）役
  - 飢餓海峡（1998年） - 巣本虎治郎 役
  - ドーラク弁護士（1999年） - 前島道男 役
- 銭形平次 ※北大路欣也版
  - 第1シリーズ 第4話「まんじ鍵」（1991年）
  - 第3シリーズ 第6話「落ちた天神花」（1993年） - 与作 役
- 世にも奇妙な物語「目覚まし時計」（1991年）
- 木曜劇場
  - 親愛なる者へ（1992年） - 野口 役
  - 眠れる森（1998年）
- 正義は勝つ（1995年） - 狩部新男（弁護士）役
- 将太の寿司最終回直前スペシャル 小樽特別編（1996年） - 田村孝蔵 役
- 水曜劇場
  - 成田離婚（1997年）
  - 水曜日の情事（2001年） - 書店店主 役
- 鬼平犯科帳
  - 第2シリーズ 第5話「五年目の客」（1990年） - 忠兵衛 役
  - 第5シリーズ 第11話「隠し子」（1994年） - 久助 役
  - 第7シリーズ 第10話「見張りの糸」（1997年） - 和泉屋東兵衛 役
- 雲霧仁左衛門（山崎努版）
  - 寝牛の治平（レギュラー）
- 御家人斬九郎
  - 第3シリーズ 第2話「虎退治」（1997年） - 野田屋清兵衛 役
  - 第4シリーズ 第2話「流れ着いた男」（1998年） - 鳥居信左右衛門 役
- 古畑任三郎Season3（1999年） - 久野医師 役
- ナースのお仕事 第3シリーズ（2000年） - 山形大作 役
- 怪談百物語（2002年）
- FIRE BOYS 〜め組の大吾〜（2004年）
- ワンダフルライフ（2004年） - 本間敬二郎 役

KTV
- 暴れ九庵（1984年 - 1985年） -　吾助 役
- 現代神秘サスペンス / 間違った死に場所（1989年、東映）
- 学校の怪談（1998年）
- 花村大介（2000年）
- 天体観測（2002年）

#### テレビ朝日（旧NET）
- 悪魔くん 第16話「モルゴン」（1966年） - 加納万平 役
- 忍者ハットリくん+忍者怪獣ジッポウ 第5話「PTAとはなんでござる?」、第6話「結婚式とは大変なものでござる」（1967年） - 芽出鯛三 役
- ジャイアントロボ（1968年）
  - 第13話「悪魔の眼ガンモンス」 - 大臣 役
  - 第25話「宇宙吸血鬼」 - 宇宙吸血鬼・ドラキュラン 役
- 仮面ライダーシリーズ
  - 仮面ライダー 第10話「よみがえるコブラ男」（1971年） - 古賀警部 役
  - 仮面ライダーV3 第13話「恐怖の大幹部 ドクトル・ゲー!?」（1973年） - ドライバー 役
- 荒野の用心棒 第37話「さい果てに若獅子は雄叫び…」（1973年） - 代官 役
- 破れ傘刀舟悪人狩り
  - 第47話「噂の大地震」（1975年）
  - 第90話「さすらい母恋い唄」（1976年）
- 鬼平犯科帳（1975年）
- 5年3組魔法組（1976年 - 1977年） - ショースケの父 役
- 特捜最前線
  - 第37話「犯罪都市・25時の慕情」（1977年） - 吉村 役
  - 第86話「死んだ男の赤トンボ!」（1978年） - ルンペン 役
  - 第92話「白い小さな訪問者!」（1979年）
  - 第158話「ニューミュージックを唄う刑事!」（1980年）
  - 第185話「スキャンダルを拾った刑事!」（1980年）
  - 第216話「レスポンスタイム3分58秒!」（1981年）
  - 第269話「窓際警視、投げこみ魔を追う!」（1982年） - 松本常吉 役
- 土曜ワイド劇場
  - 京都殺人案内
    - 第1作「花の棺」（1979年） - 木村理事 役
    - 第8作「刑事の娘を襲った悪徳サラ金」（1983年） - 森山保男 役

  - 考古学者シリーズ
    - 第2作「女主人殺し」（1982年）
    - 第17作「美人OL殺し」（1994年） - 飲み屋のオヤジ 役

  - 西村京太郎トラベルミステリー（1990年）
  - 終着駅シリーズ
    - 第2作「終着駅 信濃大町発7時53分あずさ8号殺意のめぐり逢い」（1992年） - マンション管理人 役
    - 第19作「死者の配達人」（2006年） - 旅館の番頭 役

  - 同居人カップルの殺人推理旅行 第4作（1996年） - 笠間健三 役
  - 松本清張特別企画・黒革の手帖（1996年） - 坂田 役
  - 俺たちの世直し強盗 第2作「俺たちの世直し強盗」（1997年） - 「神の石の会」会員 役
- 西部警察
  - 第53話「特ダネの罠」（1980年）
  - 第99話「二つの顔」（1981年） - 小沼 役
- ニュードキュメンタリードラマ昭和 松本清張事件にせまる 第4回「人間失格 太宰治」（1984年）
- 宇宙刑事シャリバン 第47話「幸福を願う兄と妹 火花散る正剣邪剣」（1984年） - 金城利比古[13]（ケンキャクビーストの人間態）役
- 私鉄沿線97分署 第63話「さらば中流! マイホームの子守唄」（1986年）
- 火曜ミステリー劇場 / 十津川警部の挑戦（1990年）
- 松本清張作家活動40年記念・砂の器（1991年） - 桐原小十郎 役
- また又・三匹が斬る! 第19話「さすらいの姫君悲し鬼街道」（1991年） - 郷右衛門 役
- 月曜ドラマ・イン
  - ハンサムマン（1996年） - 萌子の祖父
  - ガラスの仮面第1シリーズ第五章「特訓!女優養成竹ギプス」（1997年8月4日） - 住職 役
- 名奉行 遠山の金さん 第7シリーズ 第13話「江戸の復顔術 姉と妹の手毬唄」（1996年） - 吾平 役
- 笑ゥせぇるすまん 第8話「マンガニア」（1999年） - マンガニア店長 役
- 手塚治虫劇場 / カノン（2000年）
- 木曜ミステリー
  - 京都潜入捜査官 THE SLIPPERS（2000年） - 松平松平 役
  - おみやさん 第1シリーズ 第7話「時効直前 夜の祇園に消えた謎の女」（2002年） - 太田宏 役
- はみだし刑事情熱系 PART5 第13話「涙の狙撃犯!! 悪女を守る男達」（2001年） - 香坂 役
- 爆竜戦隊アバレンジャー（2003年 - 2004年） - 杉下竜之介 役 
  - 第13話「アバレてチョンマゲ!」（2003年） - 龍之介 役
  - 第36話「初恋アバレミラクル」（2003年） - 神様 役
  - 第44話「サラリーマンはアバレ仕掛けの夢を見るか?」（2004年） - 杉上部長 役
- 名奉行! 大岡越前（2005年 - 2006年） - 与平 役
- 富豪刑事（2006年） - 設楽頭取 役

ABC
- 好き! すき!! 魔女先生（1971年 - 1972年） - 用務員のおじさん 役
- ザ・ハングマン 第19話「恐怖で走るダイナマイト女」（1981年） - 青山大造（美山村村長）役

#### テレビ東京
- 大江戸捜査網
  - 第233話「恋に舞う非情の掟」（1976年）
  - 第332話「無法を裁く怒りの群衆」（1978年） - 源次 役
  - 第436話「そこつ長屋に春が来た」（1980年）
  - 第450話「おんな牢 地獄からの脱出」（1980年） - 坂江良庵 役
  - 第455話「女風呂幽霊事件」（1980年） - 松山 役
  - 第476話「運命に泣く幸薄き女」（1981年） - 大家 役
  - 第642話「走れ炎のごとく新隠密軍団」（1984年） - 利助 役
- 恐竜戦隊コセイドン（1979年） - 如月教授 役
- 12時間超ワイドドラマ→新春ワイド時代劇
  - 若き血に燃ゆる〜福沢諭吉と明治の群像（1984年）
  - 炎の奉行 大岡越前守（1997年） - 弥兵衛 役
  - 忠臣蔵〜決断の時（2003年） - 宝井其角 役
- あばれ八州御用旅 第1シリーズ 第1話「国定忠治を切れ!」（1990年） - 儀助 役
- 女と愛とミステリー
  - 不倫調査員・片山由美 第1作「京都奉納まつり殺人事件」（2001年） - 満山医師 役
  - 和泉教授夫妻シリーズ 第1作「釧路湿原殺人事件」（2001年） - 高橋鶴治 役
  - 信濃のコロンボ 第6作「軽井沢殺人事件」（2004年） - 野本進吾 役
- ウルトラQ dark fantasy 第17話「小町」（2004年） - じっちゃん 役

#### WOWOW
- 京極夏彦 「怪」（2000年） - 芝右衛門 役

### 映画
- ゴジラの逆襲（1955年） - ゴジラから逃げ惑う群衆 役[7]
- あさき夢みし（1974年） - 三条坊門 役
- 任侠外伝 玄海灘（1976年） - 荷主 役
- 高校大パニック（1978年） - 池永刑事 役
- ピンクサロン 好色五人女（1978年）
- セーラー服と機関銃（1981年） - 火葬場係員 役
- あゝ野麦峠 新緑篇（1982年） - 生田達治 役
- さらば愛しき大地（1982年） - 山沢幸一郎 役
- 刑事物語2 りんごの詩（1983年） - 工藤羲太郎 役
- セカンド・ラブ（1983年） - 秀夫の父・辰巳 役
- OKINAWAN BOYS オキナワの少年（1983年） - 久平 役
- お葬式（1984年） - 雨宮真吉 役
- ボクの女に手を出すな（1986年） - 水谷栄作 役
- ビリィ★ザ★キッドの新しい夜明け（1986年） - 老婦人の夫 役
- まんだら屋の良太（1986年） - 一作 役
- いとしのエリー（1987年） - 肥田一 役
- 木村家の人びと（1988年） - 竹吉 役
- 快盗ルビイ（1988年） - マンションの管理人 役
- 異人たちとの夏（1988年） - 管理人 役
- SO WHAT（1988年） - 数学教師 役
- 十六歳のマリンブルー（1990年） - 九兵衛 役
- 大誘拐 RAINBOW KIDS（1991年） - 安西運転手 役
- 四万十川（1991年） - 義一
- 満月 MR.MOONLIGHT（1991年） - 植島長三 役
- 夜逃げ屋本舗1（1992年、東宝） - 米山村村長 役
- ザ・中学教師（1992年） - 校長 役
- 死んでもいい（1992年） - 村上 役
- 一杯のかけそば（1992年） - 北海亭隠居 役
- 三月のライオン（1992年） - おじいさん 役
- 青春デンデケデケデケ（1992年10月31日） - 宣伝カーの運転手 役
- 水の旅人 -侍KIDS-（1993年） - 魚屋 役
- 忠臣蔵外伝 四谷怪談（1994年）
- 怖がる人々（1994年） - 悦子の父 役
- あした（1995年） - オルガンを弾く教師 役
- 天使のわけまえ（1995年） - 詩人 役
- 女賭博師花吹雪お涼（1996年） - 彫り政 役
- 新・居酒屋ゆうれい（1996年） - バーテン 役
- ソクラテス（1996年）
- スーパーの女（1996年） - 漁港のおじさん 役
- 誘拐（1997年） - 浜口 役
- BUGS（1997年） - 立花健造 役
- 風の歌が聴きたい（1998年） - センターの担当者 役
- SADA〜戯作・阿部定の生涯（1998年） - 豆腐屋 役
- 雨あがる（2000年） - お遍路の老人 役
- ホームシック（2000年） - 主演・中村 役
- BROTHER（2001年） - 花岡組長 役
- 淀川長治物語 神戸篇 サイナラ（2000年） - 故買屋 役
- 白い船（2002年） - 司のじいちゃん 役
- スワンズソング（2002年）
- 仔犬ダンの物語（2002年） - 森下光造 役
- 爆竜戦隊アバレンジャー DELUXE アバレサマーはキンキン中!（2003年） - 杉下竜之介 役
- [極道はクリスチャン/修羅の抗争（2004年）- 湯川定吉 役
- ミラーを拭く男（2004年） - 山村憲一 役
- ストロベリーショートケイクス（2006年9月23日） - 里子の母の恋人・田所 役
- アイ・アム I am. （2010年）
- 掌の小説（2010年） - 新太郎 役

### オリジナルビデオ
- ゲゲゲの鬼太郎「妖怪奇伝魔笛エロイムエッサイム」 - 砂かけばばあ 役
- 実相寺昭雄の不思議館1（1992年）
- 堕落 ディアローグ（1992年）
- 食い逃げカップル〜地獄の逃走5万キロ（2004年）
- 爆竜戦隊アバレンジャーVSハリケンジャー（2004年） - 杉下竜之介 役
- 特捜戦隊デカレンジャーVSアバレンジャー（2005年） - 杉下竜之介 役

### 舞台
- はなれ瞽女おりん
- 浮浪雲
- ジーザス・クライスト・トリックスター
- 陽だまりの樹

### CM
- トモクニ「爆竜戦隊アバレンジャー手袋シリーズ」（2003年）

## 著書
- 末広がりで別れよう 舞台と映画に生きた30年（論創社、1987年）